# 火星
火星（英語：Mars；天文符號：♂），是離太陽第四近的行星，也是太阳系中仅次于水星的第二小的行星，为太陽系里四顆類地行星之一，已被數十艘無人太空船探索。其大氣以二氧化碳為主（含量约为95%），既稀薄又寒冷。火星主要呈現為橘紅色，其地表廣泛的分佈著氧化鐵。火星南半球是古老、充滿隕石坑的高地，北半球則是較年輕的平原。
火星有兩個天然衛星：火衛一和火衛二，形狀不規則，可能是其捕獲的小行星。根據探測到的證據，火星兩極有冰冠覆蓋，亦觀察到季節性的水氣及類似地下水湧出的現象，而過往的火星亦可能被大面積的海洋、湖泊及河流覆蓋。而研究发现，火星目前仍有液态水存在。
由於火星位於太陽系的宜居帶，同時有更多證據證明火星曾擁有類似地球的環境，與及豐富的資源，故此火星成為各國研究的重點，其中美國及中國已有載人登陸火星的計劃。

## 命名
以下是不同国家对火星的命名：
- 古中國：取其「熒熒如火、亮度與位置變化甚大使人迷惑」之意，命名「熒惑」。《尚書·舜典》記載：「在璿璣玉衡以齊七政。」孔穎達疏：「七政，其政有七，於璣衡察之，必在天者，知七政謂日月與五星也。木曰歲星，火曰熒惑星，土曰鎮星，金曰太白星，水曰辰星。」據說，古人觀察熒惑呈赤色，赤色於「五行」屬火，而命名為「火星」。[12][13]
- 古希臘：因其火紅之色而取名為「Ares」（音：阿瑞斯），源自希臘神話的戰神，天神宙斯的兒子阿瑞斯。[14]
- 古羅馬：因其火紅之色而取名為「Mars」（音：馬爾斯），源自羅馬神話的戰神瑪爾斯。[14]

## 物理性质

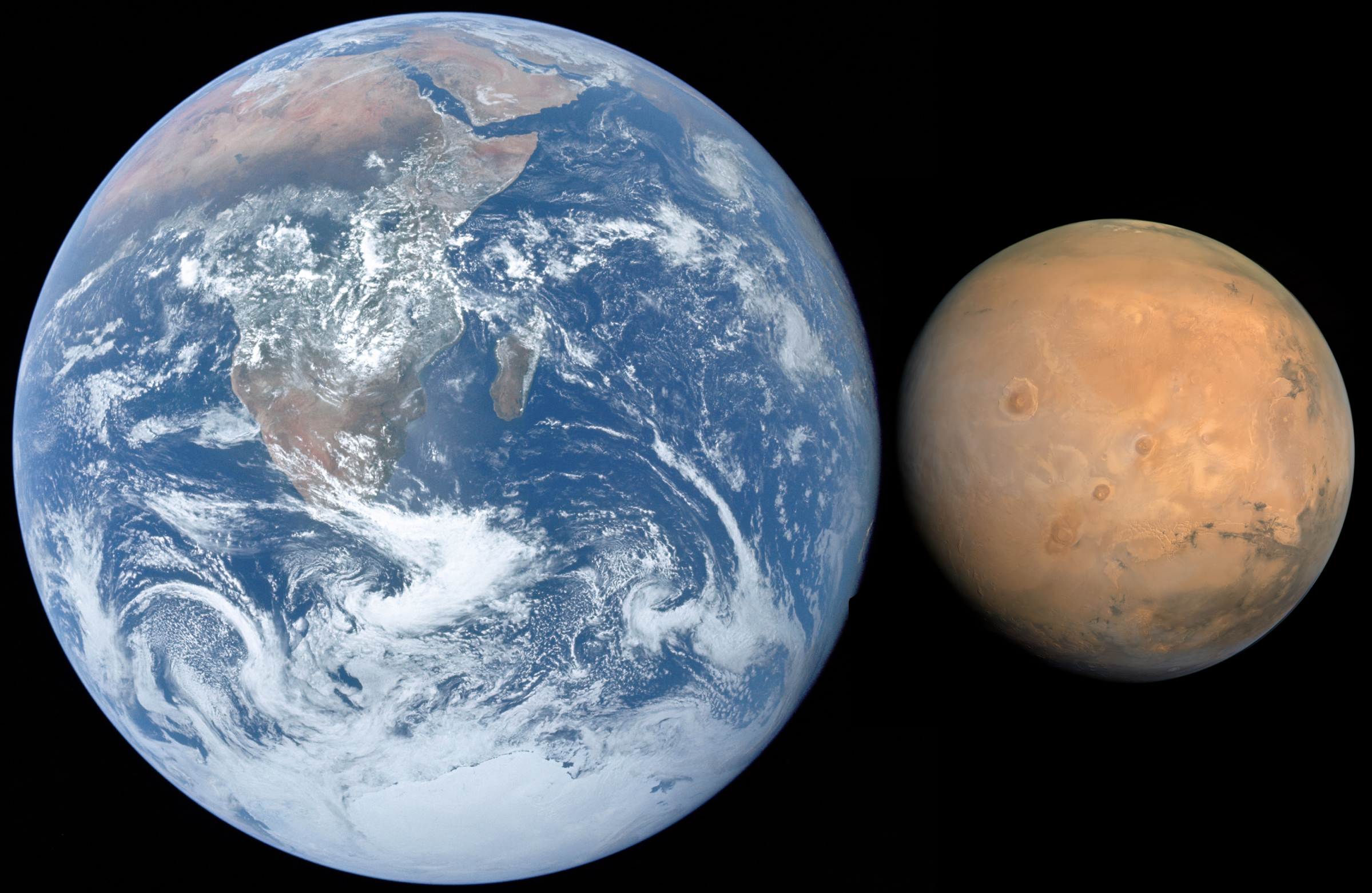
火星的直径约为地球的一半

以直徑、質量、表面重力來說，火星約介於地球和月球中間：火星直徑約為地球的一半、月球的兩倍，質量約為地球的九分之一、月球的九倍，表面重力約為地球的38%、月球的2.4倍。火星體積约為地球的15%，質量约為地球的11%，表面積略小于地球陸地面積，密度則比其他三顆類地行星小很多。2012年8月，加利福尼亚大学洛杉矶分校的教授尹安在分析了100张来自火星勘测轨道飞行器的卫星图片后发现，火星有类似地球主要板块划分的构造特点。
天文学家在長期觀測火星后發現，火星的南半球地勢比北半球高，北極盆地有大撞擊的证据。天文学家推断，約45億年前火星遭冥王星大小天體撞擊之後，不但形成火卫一和火卫二，亦逼使內核熱能散溢出上地幔、內部攪拌逐漸停止，無法以发电机原理持續對流生成磁場。由於火星比地球小，相對表面積與體積成反比而較大，因此火星核心也冷卻得较地球快，地質活動趨緩，磁場和板塊運動消逝，太阳风帶走大氣導致氣壓偏低，而使液態水在低溫就會沸騰、無法穩定存在。

### 內部結構
火星的地壳平均厚约50公里，最厚可达125公里。火星的地幔由硅酸盐组成，包裹著半径约为1300至2400公里，可能由液態鐵及少量硫組成的地核。

## 地理特征

### 地質
火星基本上是沙漠行星，地表沙丘、礫石遍佈，沒有穩定的液態水體。火星的大氣以二氧化碳为主，既稀薄又寒冷，沙塵懸浮其中，每年常有塵暴發生。與地球相比，火星的地質活動不活躍。
火星地表地貌大部份於遠古較活躍的時期形成，充滿撞擊坑，隕石坑、火山與峽谷密布。奧林帕斯山是太陽系中最高的山，水手號峽谷是太陽系中最大的峽谷。火星南北半球的地势有明顯差別：南方是古老、充滿隕石坑的高地，北方則是較年輕的平原，兩極皆有主要以水冰組成的極冠，而上覆的乾冰會隨季節消長。
科學家基於撞擊坑密度的撞擊坑計數法判別出火星的地表年齡：撞擊坑大而密集處較老，反之則年輕，進而將火星的地質年代分為四個階段：前諾亞紀、諾亞紀、赫斯珀利亞紀和亞馬遜紀。前諾亞紀沒有留下實質地表，此時地形南北差異形成，有全球性磁層；諾亞紀有大量隕石撞擊，火山活動旺盛，可能有溫暖潮濕的大氣、河川和海洋，侵蝕旺盛，但到末期這些活動已大幅減弱；赫斯珀利亞紀，火山活動仍然繼續；亞馬遜紀則是大氣稀薄乾燥，以冰為主要活動，如極冠、冰凍層、冰河，並有週期性變遷，溝壑也是這時期形成，火山活動趨緩並集中在塔爾西斯與埃律西昂。
現今火星風成地形遍佈，如吹蝕、磨蝕等風蝕作用，和沙塵遇地形阻礙而填積、侵積等風積作用。前者形成如廣泛分布於梅杜莎槽溝層的風蝕脊，後者則如大瑟提斯高原上撞擊坑下風處的沙塵堆積，和撞擊坑中常見的沙丘。

### 地形

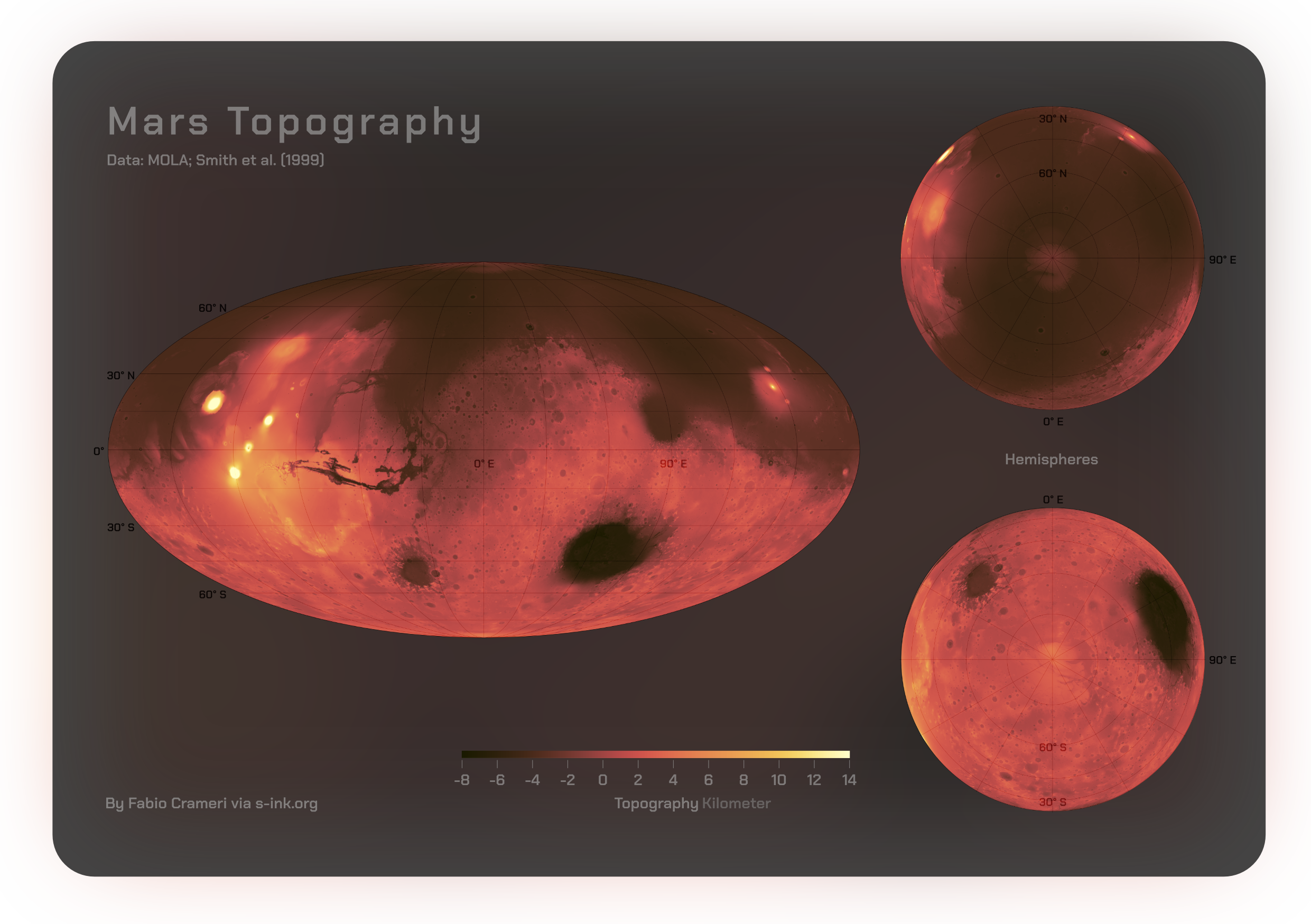
基于MOLA的火星地形图，可以看见其地表南半球主要为高地（深色），北半球主要为低地（浅色）

奧林帕斯山为太阳系行星中已知最高的山

火星和地球一樣擁有多樣的地形，有高山、平原和峽谷。南北半球的地形有著強烈的對比：北方是被熔岩填平的低原，南方則是充滿撞擊坑的古老高地，而兩者之間以明顯的斜坡分隔；火山地形穿插其中，眾多峽谷分布各地，南北極有以水冰与干冰組成的極冠，而風成沙丘廣布整個星球。隨著衛星拍攝的照片越來越多，更發現很多的地形景觀。
20世紀早期，地面上的科學家以無線電波測量火星地形。1976年，維京号對火星進行了地形測量，發現了峽谷和南北半球的巨大差異，而衍生出北方平原本是海洋的假說。火星全球勘測者自1999年起以雷射進行更精確的地形測量，得出目前使用的全球地形圖，以火星大地水準面（Areoid）為基準，最高點在奧林帕斯山，高21,229公尺；最低點在希臘平原，低於基準8,200公尺。現代探測器，如火星勘察衛星、火星快車號和火星探測漫遊者会運用航照圖的地形判別方法，以視差法來測量區域地形，並製成高解析度立體照片。此外，火星的經度坐標採用東經0至360度，而非地球的東西經各180度。

#### 火山
塔爾西斯高原擁有許多座大型火山，其中包括一座盾狀火山——奧林帕斯山。它的寬度超過600千米，高度超過21千米，其高度達到了茂納凱亞火山的兩倍，與灶神星雷亞希爾維亞盆地的中央山丘高度相當，是太陽系中最高的山峰之一。

#### 陨石坑
人类已在火星上发现了超过4.3万个直径大于5公里的陨石坑。其中，最大的陨石坑是希腊平原，宽约2300公里，深约7公里，是一个清晰的反照率特徵。同时，火星还有其它大型陨石坑，如阿耳古瑞平原（宽约1800公里）及伊希斯平原（宽约1500公里）。火星隕石坑的形態表明，在隕石撞擊後，其地面曾經變得濕潤。

#### 板塊邊界
火星上的水手谷長約4000公里（與歐洲相當），深度約7公里。它可能由於塔爾西斯高原擴大，導致地殼塌陷而形成。在2012年，科學家提出水手谷並不是一個地塹，而是一個已漂移了150公里的板塊的邊界。

#### 洞穴
來自火星奧德賽號上熱輻射成像系統（THEMIS）的影像顯示阿爾西亞山北坡有七個可能的深洞，照片中光線無法抵達底部，推測底部可能更深、更寬，可能免受微隕星、紫外線、太陽閃焰和其他高能粒子的侵害，可能是未來尋找液態水或生命痕跡的可行地點。但後來火星勘察衛星的更高解析度HiRISE影像部分推翻了之前猜測，認為只是光線角度造成深不見底的樣子。

### 大氣

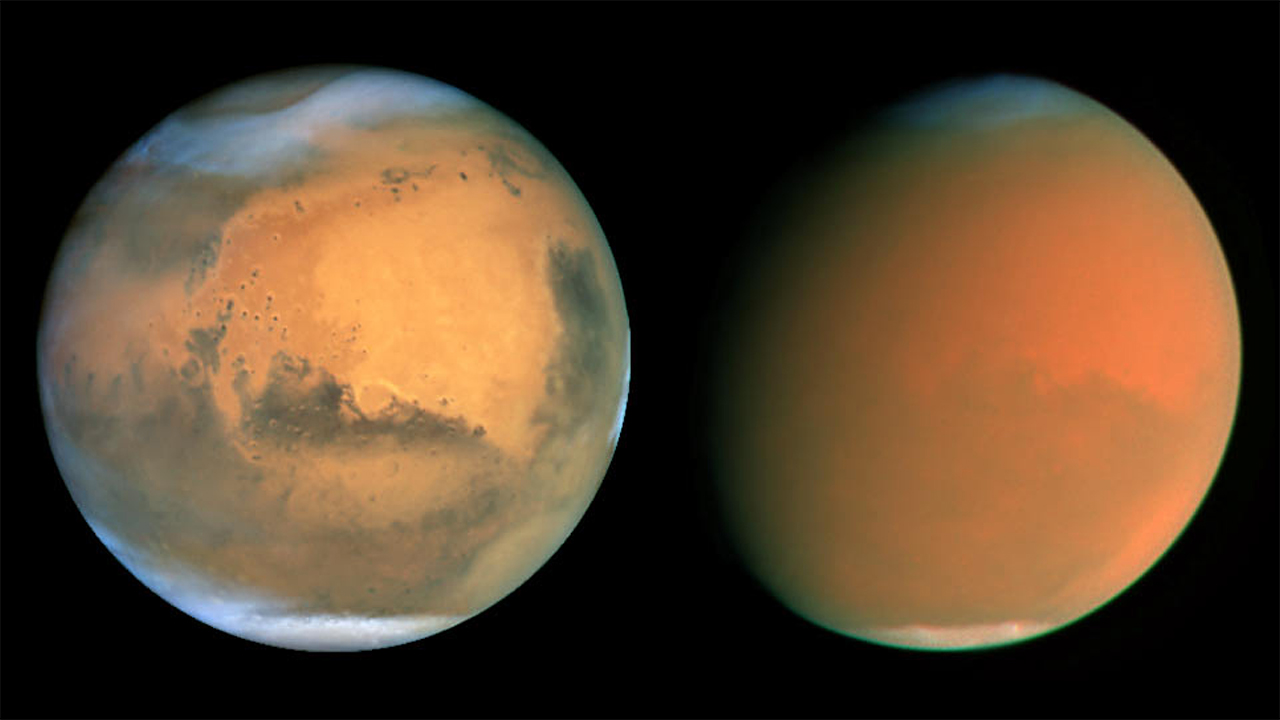
沙尘暴发生前（左）和正发生沙尘暴（右）的火星

火星大氣層相對較薄，平均地表氣壓只有6百帕，约为地球表面氣壓的0.6%，相當於地球表面算起35公里高的氣壓，如此低的氣壓使聲音傳播的距離只有在地球上的1.5%。隨著季節的變化，火星氣壓變化可達20%。火星大氣层按高度可分为低層大氣、中層大氣、上層大氣和外氣層。其中低層大氣由於氣懸微塵與地表的熱，這部份相對溫暖；中層大氣存在高速氣流；上層大氣（或熱氣層）溫度很高，大氣分子也不再像下層那樣分布均勻；外氣層高度在200公里以上，大氣漸漸過渡到太空，無明顯外層邊界。

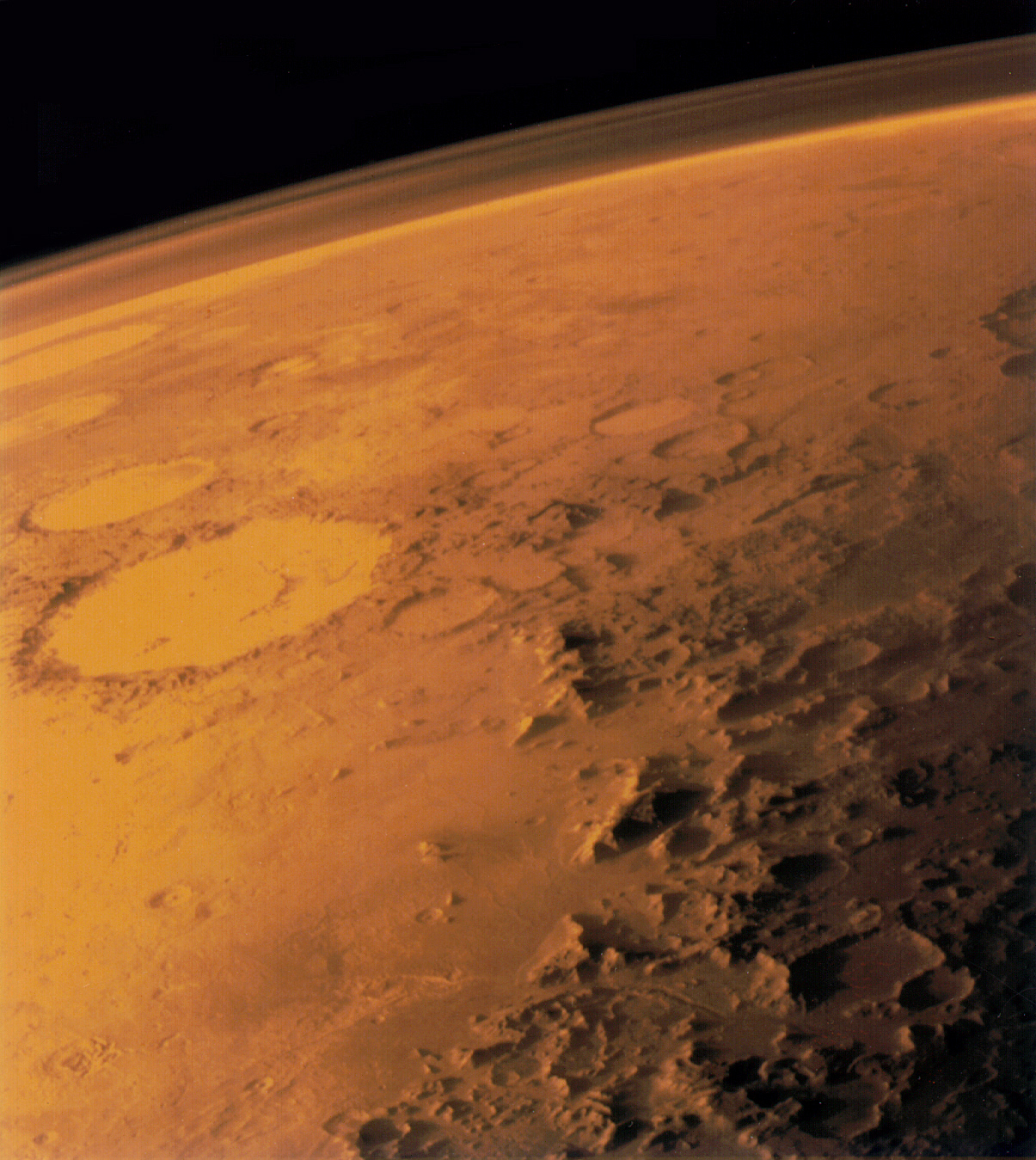
由太空所見的火星稀薄且充滿塵埃的紅色大氣層。左下方是阿爾及爾平原

火星大氣成分为95%的二氧化碳，3%的氮气，1.6%氬气，很少的氧气、水氣等，亦充滿著很多吸收藍光的懸浮塵埃，使天空呈黃褐色。2003年火星大衝時地面望远镜在大气中发现了甲烷；2004年3月，火星奧德賽號确认了这一发现。由於甲烷易被紫外線分解，存在甲烷表示现在或者最近几百年内在火星上存在製造甲烷的来源，火山作用、地質作用、彗星或小行星撞击甚至生物來源如甲烷古菌等都有可能。2013年9月19日，根據從好奇號得到的進一步測量數據，NASA科學家報告，並沒有偵測到大氣甲烷（英語：atmospheric methane）存在跡象，因此總結甲烷微生物活性概率很低，可能不存在生命。但是，很多微生物並不會排出任何甲烷，人類仍舊可能在火星發現這些不會排出任何甲烷的微生物。

### 天气和气候
由于火星的自转轴倾角与地球的相当，火星的气候是在太阳系中与地球最相似的，但一个季节的时间比地球的要长。火星离太阳较远，表面接收到的阳光仅有地球的43%，且大气层较薄，无法存储过多热量，因此火星表面的温差较大（-110 °C～35 °C）。
2008年9月29日，鳳凰號拍下了降雪事件，是在接近鳳凰號登陸地點附近海姆達爾撞擊坑之上，为高4.5公里的幡狀雲降雪。這次降雪在到達火星表面時就已蒸發。火星表面土壤的热惯性不同，使空气在冷热区域之间交替流动，产生风。
火星大氣環流主要為單胞環流，由赤道相對熱空氣上升，漂至極區下沉，再沿地面回到赤道。另外，在火星的北半球，極冠的二氧化碳昇華進入大氣，使氣壓升高；而南半球由於二氧化碳凝華，氣壓下降。由於進出大氣的二氧化碳量高達25%，造成南北壓力差，空氣便傾向由高壓的夏半球流向低壓的冬半球，形成另一依季節而變向的環流。因此火星的天氣系統一般為全球性的，例如塵暴。

### 水文

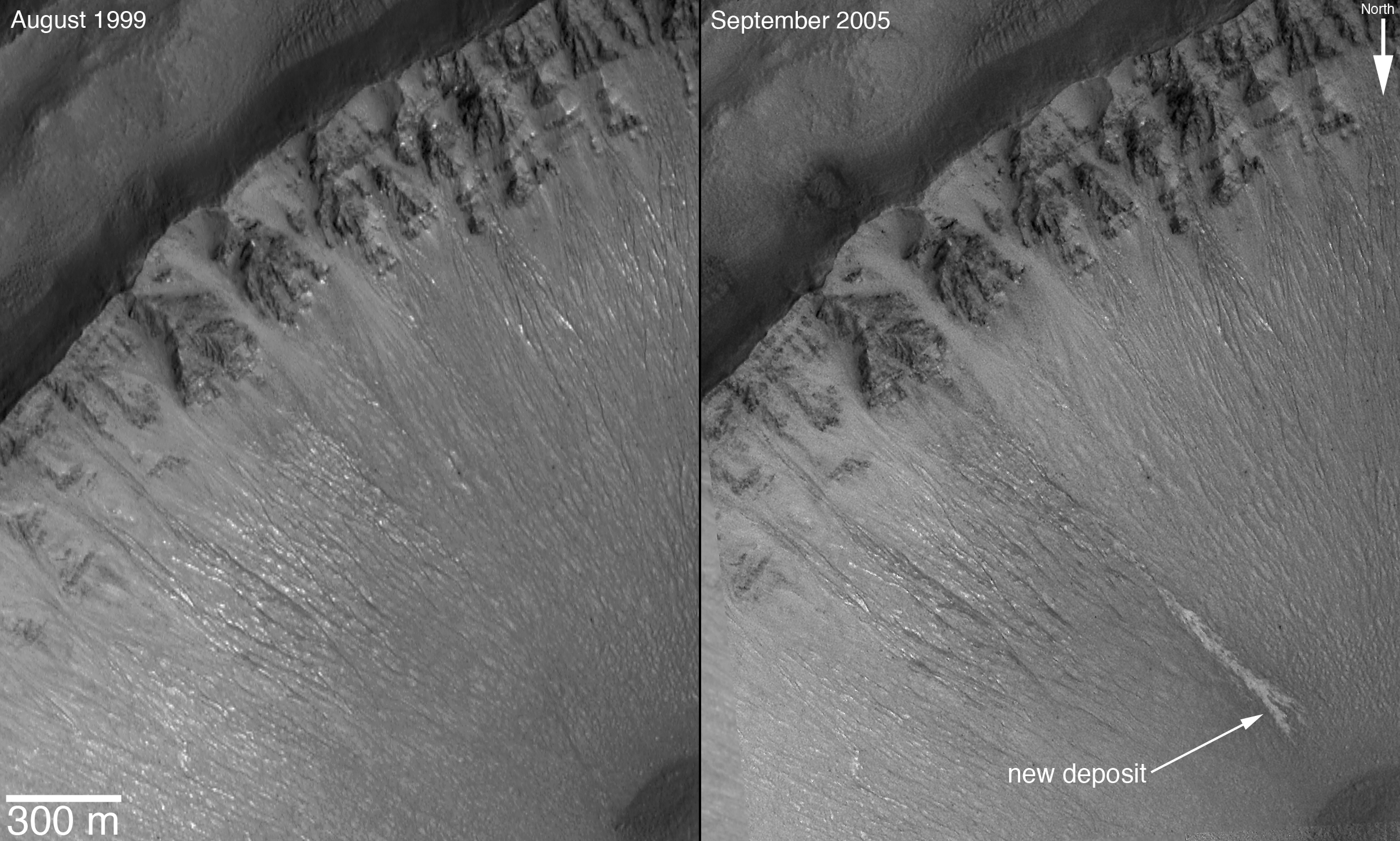
相隔六年即發現新的沖蝕溝沉積物

火星地表遍佈著流水的遺跡，可能因洪水刻画、降雨或地下水流動而形成，但多半年代久遠。沖蝕溝則是另一類規模較小的地形，但形成年代较晚，常分布於撞擊坑壁，型態多樣。關於其成因有兩派說法，一派認為是由流動的水造成，另一方則認為是凹處累積的乾冰促使了鬆軟物質滑動。
火星南北極有明顯的極冠，曾被認為是由乾冰組成，但實際上絕大部分為水冰，只有表面一層為乾冰。這層乾冰在北極約1公尺厚，在南極則約8公尺厚，是冬季時凝華而成，到夏季則再度昇華進入大氣，不過南極的乾冰並不會完全昇華。夏季仍存在的部分極冠稱為永久極冠，而整體構造稱做極地層狀沉積（Polar Layered Deposits），和地球南極洲與格陵蘭冰層一樣為一層層的沉積構造。北極冠寬達1,100公里，厚達2公里，體積82.1萬立方公里；南極冠寬達1,400公里，最厚達3.7公里，體積約1.6百萬立方公里。兩極冰冠皆有獨特的螺旋狀凹谷，推論主要是由光照與夏季接近昇華點的溫度使溝槽兩側水冰發生差異融解和凝結而逐漸形成的。
2011年由火星勘察衛星的淺地層雷達發現南極冠有部分原本認為是水冰的地層其實是乾冰，所含二氧化碳量相當於大氣含量的80%，這比以往認為的要多很多。根據此的模擬結果，十萬年一週期的氣候變遷中藉由乾冰昇華、凝結，大氣總質量的變化幅度會達數倍。由這些乾冰沉積上方地表的下陷與裂隙判斷，乾冰正在慢慢昇華。

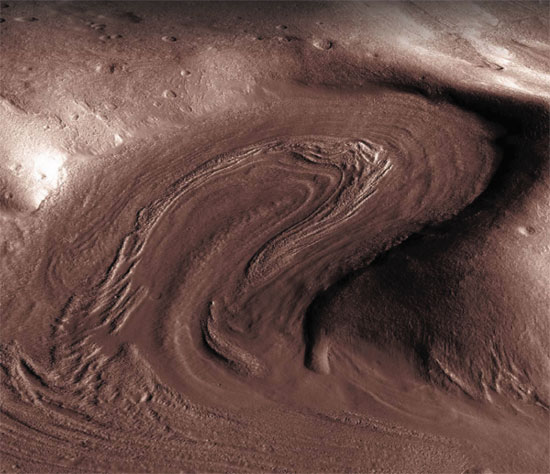
一處疑似冰河的地形

自海盗號即發現，火星北半球中緯度有幾處峽谷底含有條紋流動狀的地表特徵，但不確定是富含冰的山崩、含冰土的流動或是塵礫覆蓋的冰河。但根據更新任務的資料與比對地球的相關地形，支持這些是冰河，且推測是自轉軸傾角較大時的氣候狀態下所累積的。
由火星奧德賽號X射線光譜儀的中子偵測器得知，自極區延伸至緯度約60°的地方表層一公尺的土壤含冰量超過60%，推測有更大量的水凍在厚厚的地下冰層（cryosphere）。
另外一個關於火星上曾存在液態水的證據，就是發現特定礦物，如赤鐵礦和針鐵礦，而這兩者都需在有水環境才能形成。
對於在火星上有冰存在的直接證據在2008年6月20日被鳳凰號發現，鳳凰號在火星上挖掘發現了八粒白色的物體，當時研究人員揣測這些物體不是鹽（在火星有發現鹽礦）就是冰，而四天後這些白粒就憑空消失，因此這些白粒一定昇華了，鹽不會有這種現象。2008年7月31日，美国航空航天局科学家宣布，凤凰号火星探测器在火星上加热土壤样本时鉴别出有水蒸气产生，从而最终确认火星上有水存在。
2013年9月26日，美国航空航天局科學家報告，火星探測車好奇號發現火星土壤含有豐富水分，重量約佔1.5%～3%，顯示火星有足夠的水資源供給未來移民使用。
2015年9月28日，美国航空航天局宣佈，在火星上發現液態的鹽水。根据火星勘测轨道飞行器配备的光谱仪获得的数据，研究人员在火星的斜坡上发现了水合矿物。这些暗色条纹表明火星地表随时间变化有流水存在。在较温暖的季节，这些线条的颜色变得更深，表明水流在斜坡上出现，在较冷的季节，这些地表特征变浅。在火星的部分地区，最高温度可以达到摄氏零下23度，此时深色线条最明显。
2018年7月25日，据意大利媒体报道，该国科学家在火星上首度发现一个地下液态水湖。该研究称，“火星地下及电离层高级探测雷达”在火星南极冰层下1.5千米处发现一个大型液态水湖，里面含有盐。湖的直徑约为20千米，温度至少为零下10度。

## 运动规律

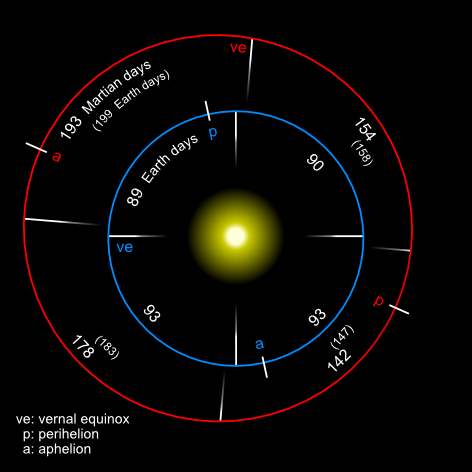
火星與地球的軌道與季節長度比較

火星與太陽平均距離為1.52AU，公轉週期為1.88地球年，687地球日，或668.6火星日。火星公转軌道和地球的一樣，受太陽系其他天體影響而不斷變動。軌道離心率有兩個變化週期，分別是9.6萬年和210萬年，於0.002至0.12間變化；而地球的是10萬年和约40万年，於接近0至0.07間變化（見米蘭科維奇循環）。
1火星日平均為24小時39分35.244秒，或1.027地球日。火星目前自轉軸傾角為25.19度，和地球的相近。不同於地球的穩定處於22.1和24.5度間，由於火星沒有如月球般的巨大衛星來維持自轉軸，其自轉軸傾角可在13度至40度間變化，其變化週期為一千多萬年。由于沒有大衛星的潮汐作用，火星自轉週期變化小，不像地球的會被慢慢拉長。
火星自轉軸有明顯傾斜，日照的年變化形成明顯的四季變化，而一季的長度約為地球的兩倍。由於火星軌道離心率大，為0.093（地球只有0.017），使各季節長度不一致，又因遠日點接近北半球夏至，北半球春夏比秋冬各長約40天。雖然火星沒有地球般受海洋影響的複雜氣候，但仍有以下特殊之處：火星軌道離心率比地球大，造成日射量在一年當中變化更大，位於近日點時，南半球處夏季，比北半球遠日點夏季所造成的升溫更強；隨季節交替，二氧化碳和水氣會昇華和凝結而在兩極冠間遷移，驅動大氣環流；地表反照率特徵，因顏色深淺和沙、岩性質差異而造成的容積熱容不同，可影響大氣環流；易發生的塵暴會將沙塵粒子捲入高空，沙塵粒子吸收日光與再輻射會使高層大氣增溫，但遮蔽天空的沙塵會使地表降溫；自轉軸傾角和軌道離心率的長期變化則造成了氣候的長期變遷。火星表面的平均温度比地球低30度以上。
当地球與火星之間的距离最小时，称为火星衝日。火星相鄰兩次衝日的時間間隔約為779天。當地球、太陽和火星連成一線时，在火星上便可看到地球凌日，在太陽的位置可看到地球的黑點通過，同理还有水星凌日，在地球上则不会看到火星凌日。

## 衛星

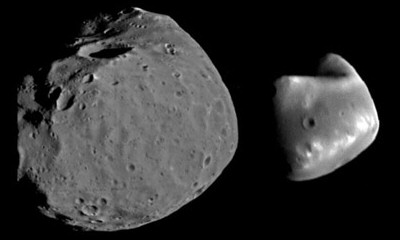
火衛一（左）和火衛二（右）大小比較（合成圖）

火星有两个天然衛星——火衛一与火衛二，它们形狀不規則並充滿撞擊坑，以近圓形的軌道於接近火星赤道面處公轉。和月球一樣，這兩顆衛星都被火星潮汐锁定。
兩顆衛星可能是捕獲的小行星，但新研究認為可能是撞擊事件、或原本的衛星被火星潮汐力拉碎後，由散佈軌道上的岩屑再度吸積而形成。两颗衛星于1877年8月被阿薩夫·霍爾发现，以希腊神话中的福波斯和得摩斯命名，兩者皆為战神阿瑞斯的儿子。

### 火衛一
火衛一是火星的一顆衛星，最長直徑約為27公里，公转週期約為8小時，引力約為地球的千分之一。因為火衛一離火星很近，火星的潮汐力每年將其拉近火星約1.8釐米。預計再過約760萬年，火衛一将因軌道低於3620公里（火星的洛希极限）而撞上火星或被瓦解，形成火星環。

### 火衛二
火衛二也是火星的卫星，最长直径约为15公里，公转周期约为30小时。因为该卫星离火星足够远，所以它的轨道反而正在慢慢地被向外推进。

## 觀測探测

### 古代

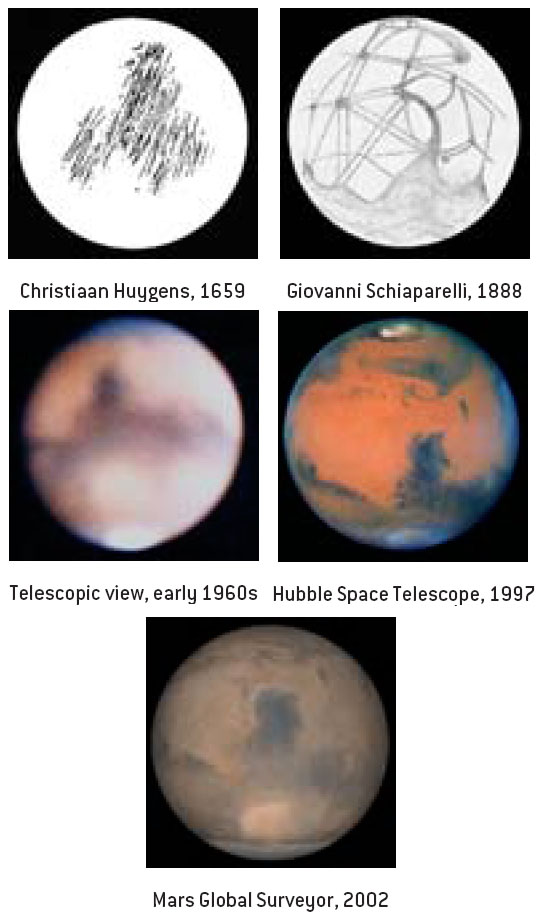
各時期的火星觀測

火星的火红色，自古就吸引着人们，希臘人稱火星為「戰神」。此時的火星觀測和其他天體一樣，大部分是為了占星，而後漸漸涉及科學方面，如克卜勒探索行星運動定律時依據了第谷积累的大量而精密的火星運行觀測資料。
望遠鏡出現後，人们对火星可以进行更進一步的觀測。使用望遠鏡观测星空的伽利略所見的火星只是一個橘紅小點，然而隨著望遠鏡的發展，觀測者開始辨別到一些明暗特徵。惠更斯依此測出火星自轉週期約為24.6小時，而他亦為首次紀錄火星南極冠的人。一開始由于各人各自觀測，意見不一致，地名也未統一（例如用繪製者名字命名）。後來義大利的喬范尼·斯基亞帕雷利統合了各家說法而繪製了地圖，地名取自地中海、中東等的地名和聖經等作為來源，而其餘則依照舊有的觀念：暗區被認為是湖、海等水體，如太陽湖、塞壬海、明顯的暗大三角——大瑟提斯；而亮區則是陸地，如亞馬遜。這個命名系統一直延續下來。
當時，斯基亞帕雷利和同期觀測者一樣，觀察到了火星表面似乎有一些從暗區延伸出的細線，因為對於暗區是水體的傳統，這些細線被命名為「水道」。而後來觀察到暗區會在冬季時縮小、夏季時擴張。有人提出暗區是植物覆蓋、而暗區的擴大縮小則是消長所引起的，改變以往認為暗區是水的說法。帕西瓦爾·羅威爾觀察到並宣稱那些「水道」其實是人工挖掘的「運河」，用來灌溉植物，因為水道應太細不可見，而看到的細線應是灌溉出的大片植物。风靡大众的火星科幻和火星人即源于此。不過這些細線大多已被證明不存在，部分則是峽谷或隕石坑後延伸出的深色沙子。而火星表面颜色的改变则是因为沙被風吹移，或發生沙尘暴。

### 20世紀
蘇聯、美國、日本在这个世纪發射了不少太空船研究火星表面、地質和氣候。這些太空船包括軌道衛星、登陸器和漫遊車，但相当大部分任務在完成前或剛要開始時就因種種原因而失敗。

1960年10月10日，蘇聯向火星發射了第一枚探測器火星1A號，但以失敗告終。此後蘇聯經過多次嘗試，終於在1962年11月1日，蘇聯向火星發射了火星1號，這枚探測器終於進入了前往火星的軌道，然而1963年3月21日它飛行到距離地球1.06億公里的距離時，與地面失去了通信聯繫。1965年，NASA的水手4號飛掠火星。1971年水手9號進入火星軌道，成為第一個環繞火星的探測船。

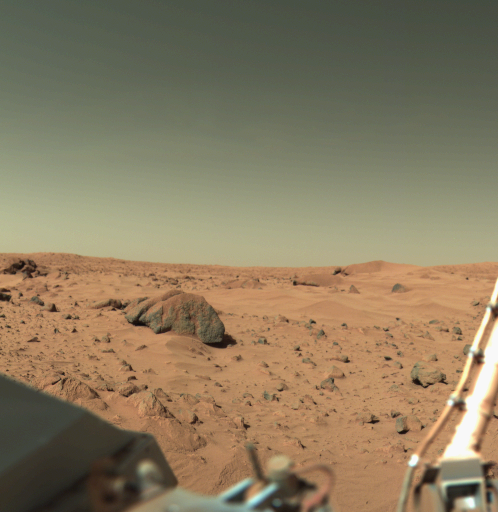
海盗1號登陸器拍摄的照片

1971年蘇聯火星計畫火星2號的登陸器墜毀後數日，相同的火星3號的登陸器成功登陸火星，是第一個成功登陸火星的探測器，但登陸十幾秒後隨即失去聯繫，攜帶的火星車Prop-M也未能將訊息傳回地球。1975年，NASA發射海盗号，包括兩組軌道衛星和登陸器。海盗1號和2號軌道衛星各運作了六年和三年。兩個登陸器皆於1976年成功登陸，並傳送了第一張火星地景的彩色照片，而軌道衛星也繪製了全面的火星地圖。
1988年蘇聯發射弗伯斯1號、2號以探測火星和兩個衛星。弗伯斯1號於抵達前失去聯繫，而弗伯斯2號雖然成功拍攝了火星和火衛一，但在放出兩艘登陸器到火衛一前也失去聯繫，所攜帶的著陸器也未能在火星表面著陸。
在1992年火星觀察者失敗後，NASA於1996年11月發射了火星全球勘測者。火星全球勘測者於1997年進入火星環繞軌道，其出色地完成任務，它在2001年完成了地圖繪製的任務，並三次延長任務，直到2006年11月2日失去聯繫而結束，總計在太空中運作了10年。在火星全球勘測者發射一個月後，NASA發射了火星探路者，並攜帶一個登陸器和漫遊車——旅居者號（Sojourner），於1997年7月登陸在阿瑞斯峽谷。旅居者號成為第一個在火星上成功運作的火星車，並運作長達83個火星日傳回了大量照片。
NASA的火星勘測98計畫於1998、99年發射了火星氣候衛星與火星極地登陸者，前者預計研究氣候、水與二氧化碳等，後者則預計於南極登陸，探測器搭載的深空2號則計劃於火星極地登陸者進入大氣時與它分離，直接降落並穿入地表進行研究。但火星氣候探測者號在1999年9月23日在進入火星軌道的過程中失去聯絡，最終任務失敗，極地登陸者則在1999年12月3日探測器登陸火星時失去聯絡，兩者均以失敗告終。
另外，1996年12月16日，俄羅斯發射了火星96號探測器，探測器進入地球軌道後未能成功點火進入前往火星的軌道，而宣告失敗。1998年7月3日日本發射的希望號探測器，於2003年12月10日進行最後的遠程遙控修復作業仍告無效之後，日本放棄讓「希望號」進入火星軌道的嘗試，項目也以失敗告終。

### 21世紀
这个世纪，更多国家和地区的航天部门对火星进行了探测。
2001年NASA發射了2001火星奧德賽號，任務成功進行並延續到2010年9月。船上的伽瑪射線光譜儀於地表下一公尺內偵測到大量的氫，證明有大量的水分子存在火星近地表。2003年NASA發射了兩台相同的火星探測漫遊者——精神號（MER-A）和機會號（MER-B）。兩台皆於2004年1月成功登陸並工作超過預定時間。傳回的資料中最有價值的是兩地過去有水的確實證據。偶爾的塵捲風和風暴清除了太陽能板上的沙塵，使它們的工作時長超過了預定任務時間。
2003年歐洲太空總署發射了火星快車號，包括軌道衛星和登陸器——小獵犬2號，而小獵犬2號於2004年2月降落失敗（后查证为降落后无法正常部署而失联）。2004年船上的行星傅立葉光譜儀於其大氣中偵測到甲烷。2006年6月ESA宣布火星快車號發現極光。
2005年8月NASA發射了火星勘察衛星，於2006年3月進入火星軌道展開為期2年的工作。它搭載更先進的通訊系統，頻寬比之前任務總和還寬，且傳回的資料遠多於過去任務的總和。其擁有解析度高達0.3公尺的相機——HiRISE，拍攝地表和天氣以尋找未來任務的適合登陸地點。2008年2月19日拍攝到北極冠邊緣的一系列雪崩影像。
2007年2月25日，探測彗星的羅塞塔號近距離飛掠火星並拍照，拍到火星的高空雲系。
NASA於2007年8月發射鳳凰號，於2008年5月登陸在火星北緯68度的極區。鳳凰號登陸器有一支可伸及2.5公尺的機械手臂，並可挖掘土壤1公尺深。它還搭載一座顯微鏡，解析度達人類頭髮寬度的千分之一。2008年6月20日，其確認了在2008年6月15日發現的地表白色物質為水冰。2008年11月10日，NASA由於火星進入冬季而無法繼續聯繫鳳凰號，任務結束。2009年2月17日，黎明號飛掠火星以重力助推前往目的地灶神星和穀神星，並在接近火星時拍照。

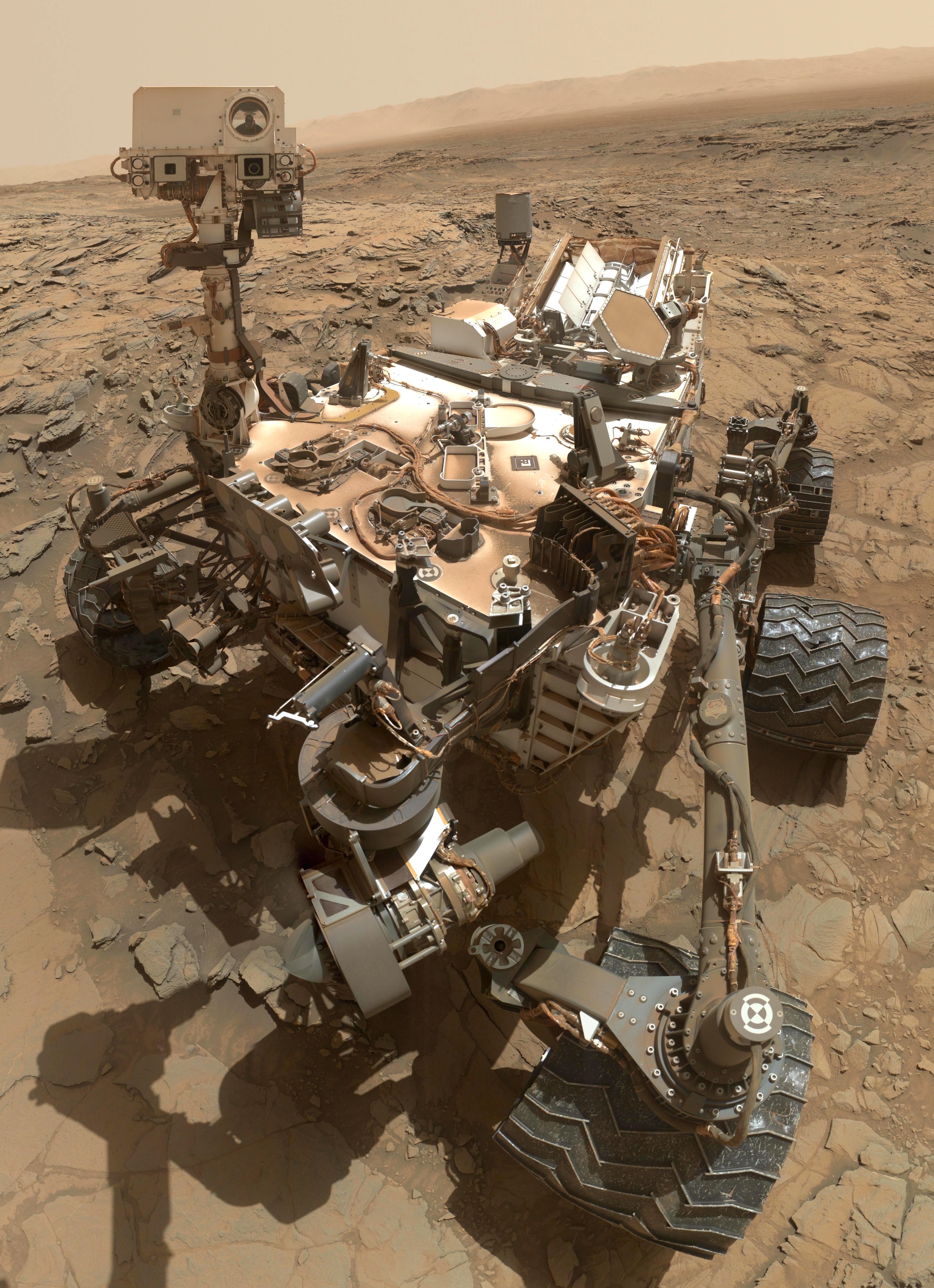
好奇号在火星夏普山山脚下的自拍照片，摄于2015年10月

2011年11月9日，中俄合作的福布斯-土壤號升空，預計送回火衛一土壤樣本。而该探测器还搭载了一颗重110公斤的火星探测器，也就中國第一艘火星軌道環繞器螢火一號（YH-1），預計乘坐俄羅斯的聯盟號運載火箭升空，航程大約10個月。螢火一號主要研究火星的電離層及周圍空間環境，火星磁場等。但该探测器发射到近地轨道后，因为与地面失去联系变轨失败，探测器的碎片于莫斯科时间2012年1月15日坠落在太平洋海域。
繼鳳凰號之後，NASA於2011年的發射的火星科學實驗室（好奇号），在2012年8月6日05:31UTC成功登陆火星的盖尔撞击坑。它和火星探測漫遊者一樣是火星車，但比火星探測漫遊者更大、速度更快，而且設備更完善。它搭載了雷射化學檢測儀，可在13公尺外分析岩石的組成。比起之前其它火星任务，它携带了更多先进科学仪器。本次任务的总成本达到了25亿美元，是历来最贵的火星探测任务。2013年11月19日NASA發射MAVEN探測器，研究火星大氣。2014年9月22日進入環繞火星的軌道，MAVEN至今仍在運作。2014年9月24日，印度的火星軌道探測器也成功進入火星軌道。
2016年3月14日，ESA與俄羅斯聯邦航天局合作研發的火星微量氣體衛星成功發射，該衛星將分析火星大氣層，並將運載斯基亞帕雷利演示登陸器至火星進行登陸。其可挖掘兩公尺深以尋找有機物甚至火星生命。登陸器於2016年10月19日登陸火星，但由於登陸器與火星高速碰撞，造成登陸計劃失敗。原定於2020年7月發射的羅莎琳·富蘭克林號，則被推遲到2022年。

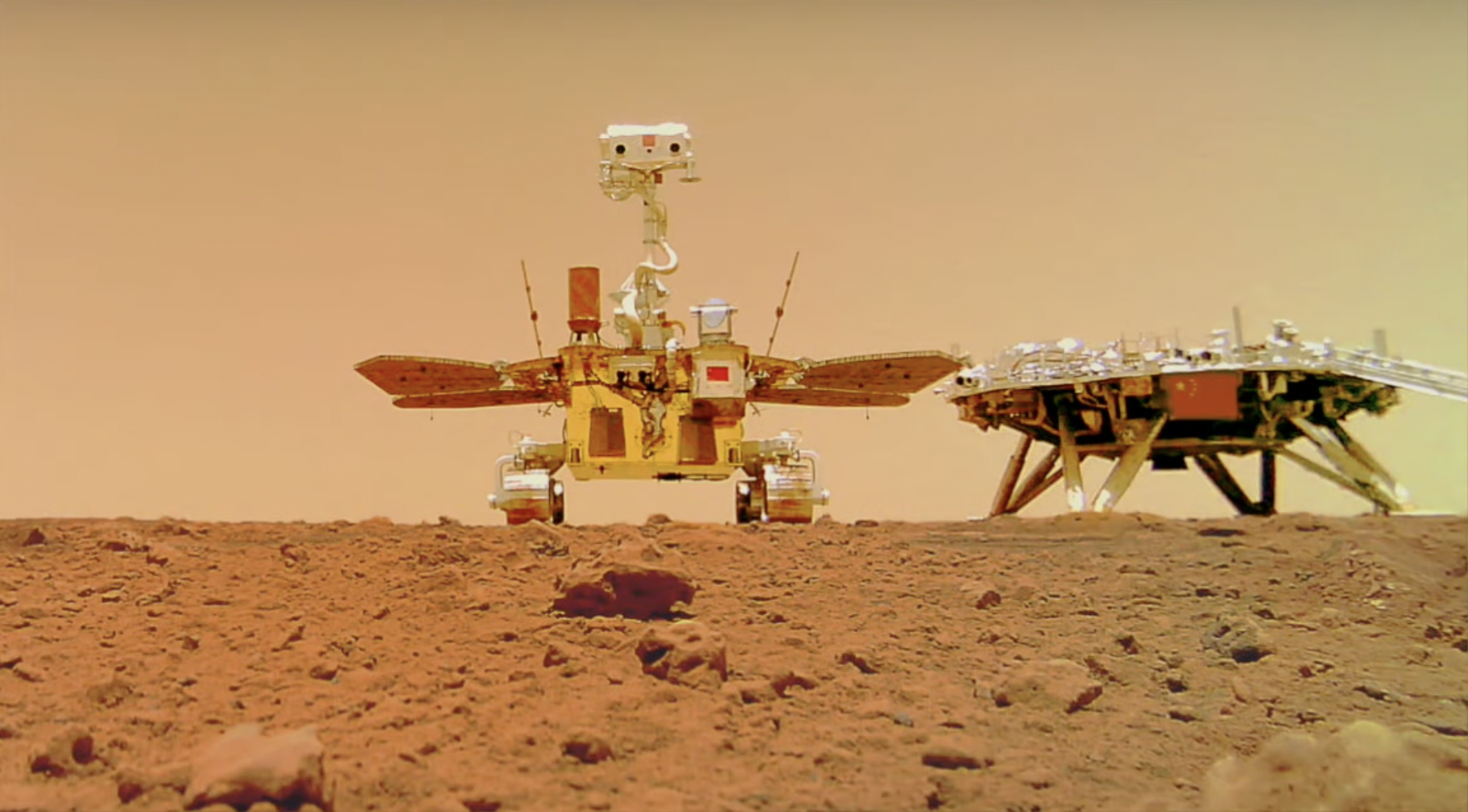
祝融号火星车与着陆器于乌托邦平原着陆后的合照

2020年7月下旬，阿联酋希望号火星探测器、中国国家航天局的天问一号、與NASA的毅力号，先後發射升空。2021年2月9日希望號到達火星。2月18日毅力號成功登陸火星，毅力號還攜帶一台火星無人直升機机智号，機智號在2021年4月19日首次試飛獲得成功，這是人類首次實現飛行器在其他星球的受控飛行。4月20日，毅力號成功將火星大氣的二氧化碳轉化成氧，這是地球以外的首次成功造氧。5月15日，中国国家航天局的天问一号着陆器和祝融号火星车在火星烏托邦平原南部预选着陆区成功着陆，5月22日，祝融號被成功釋放到火星表面，中國成為了繼美國之後第二個在火星著陸並且成功部署火星車的國家，而且是第一個一次完成環繞、登陸、巡視的國家。

### 人類登陸
目前，將一公斤物體由地球表面送往火星平均要花費约30,900美元。2004年美國總統布什宣布載人火星任務為太空探索展望中的長期目標。NASA和洛克希德·馬丁已開始研究獵戶座太空船，計劃於2020年以前送人類到月球，作為人類登陸火星的準備。2007年9月28日，NASA執行長邁克爾·格里芬聲明NASA預計於2037年以前送人類到火星。ESA也希望於2030至2035年間將人類送上火星。
直達火星是羅伯·祖賓——火星学会的創始人和主席——提出的極低成本載人火星任務，使用重載的級火箭，省略軌道組裝、低地軌道會合和月球燃料補給站而直接用小的太空船前往火星。修改後的計劃，稱為「Mars to Stay」，改為先不送回第一批登陸者。狄恩·尤尼克說明，送回一開始的四到六人所花費用相当于将二十人送到火星的费用。

## 火星生命

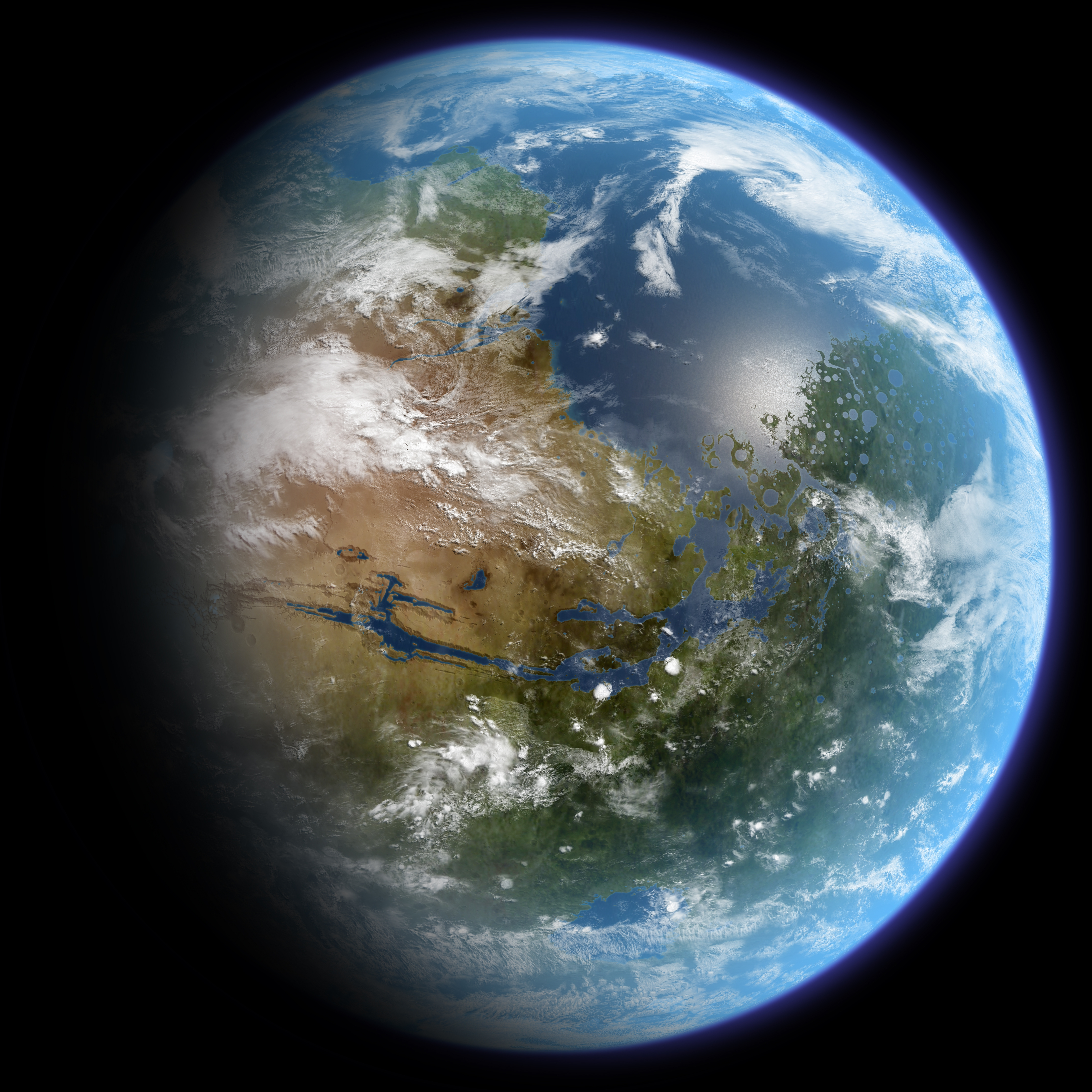
畫家筆下有生命的火星

2000年，美国科学家在南极洲发现了一块火星陨石。这是一块碳酸盐陨石，后被编号为ALH84001。美国国家航空航天局声称在这块陨石上发现了一些类似微體化石的结构，有人认为这可能是火星生命存在的证据，但也有人認為這只是自然生成的礦物晶體。直到2004年，争论的双方仍然没有任何一方占据上风。
有证据顯示火星曾比现在更适合生命存在，但生命在火星上到底是否真正存在过还没有确切的结论。某些研究者认为源自火星的ALH84001陨石有过去生命活动的证据，但这个看法至今尚未得到公认。另有反對的觀點认为，自幾十亿年前产生以来，该陨石从未长期处于液态水存在的温度下，因而不会曾有生命活动。
海盗号曾做实验检测火星土壤中可能存在的微生物。实验只分析了海盗号着陆点处的土壤并给出了阳性的结果，但隨後即被许多科学家所否定，而这一结果也仍就处在争议之中。现存生物活动也是火星大气中存在微量甲烷的解释之一，但亦有其它与生命无关的解释。人类若对外星殖民，由于火星的适宜条件（同其他行星相比，火星最像地球，而且距离相对较近），它将是人类的首选地点。
2018年6月6日，美國太空總署宣布，好奇號探測車在火星古老湖床的岩石裏發現有機物質。這可能對尋找生命給出重要線索。

## 相关文化及网络用语
中国古人認為火星在位置及亮度上都常變不定，故將其稱為「熒惑」，在星占學上象徵殘、疾、喪、飢、兵等惡象。「熒惑守心」是火星留守在心宿（天蠍座）的天文現象，心宿主要有三顆星，中間的最亮，代表皇帝，旁邊的兩顆代表太子、庶子。熒惑守心是很罕見的天象，被認為最不祥且可能出現兩種結果：皇帝駕崩或宰相下台。西漢成帝綏和二年（前7年），天文台觀測到了熒惑守心，宰相翟方進被漢成帝賜了毒酒自殺。翟方進死沒幾天，漢成帝突然暴斃，王莽後來稱帝，翟方進之子翟義起兵反王莽。
台灣國立清華大學黃一農教授在他的專書《名家專題精講系列—社會天文學史十講》內的其中一篇文章《中國星占學上最凶的天象──「熒惑守心」》提到，以電腦推算，發現史書記載的「熒惑守心」現象在多數情況中實際並未發生。中國史籍中記載熒惑守心共二十三次，但有十七次是偽造的。中國歷史上實際發生過的熒惑守心則共有三十八次，且在中國史籍多無記錄。
火星文是中文互联网曾经流行的一种特殊的文本，大量使用同音字、音近字、特殊符号来表音，难以阅读，取“地球人看不懂的文字”的讽刺意味。
除此之外，关于火星的神话传说有：
- 阿瑞斯，希腊戰神
- 玛尔斯，罗马戰神
- 內爾伽勒，巴比倫神祇
- 提爾，北歐神話中的戰神
- 火星 (妖怪)，中国神話中的妖怪，记载于《搜神记》